# Mary’s Rock

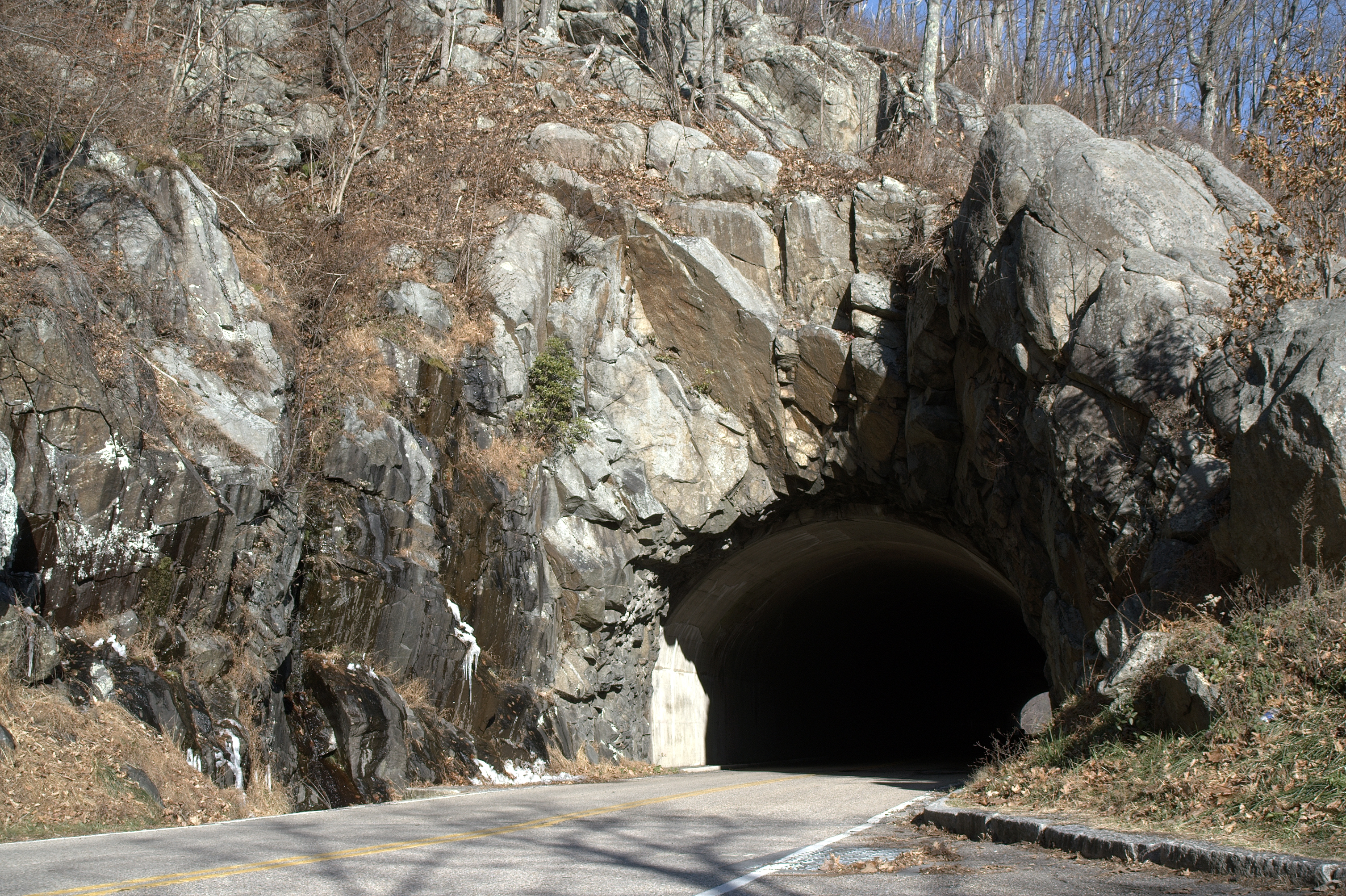
Południowy wlot tunelu w Mary’s Rock

Mary’s Rock, lub Marys Rock, (pol. Skała Mary) to góra w Stanach Zjednoczonych, w stanie Wirginia. Należy do Pasma Błękitnego i położona jest w obrębie Parku Narodowego Shenandoah. Na jej wierzchołek, który ma wysokość 1071 m n.p.m., prowadzi znakowany na niebiesko szlak turystyczny Mary’s Rock Peak Trail, będący 300 metrową odnogą znakowanego na biało Szlaku Appalachów.
W 1932 roku w masywie góry Mary’s Rock został wydrążony tunel o długości ponad 200 m, którym przebiega narodowa droga widokowa Skyline Drive.